# New Mapoon
New Mapoon – miasto w Australii, w stanie Queensland.